# Bulbine abyssinica
Bulbine abyssinica A.Rich. es una especie de planta herbácea perteneciente a la familia Xanthorrhoeaceae. Es originaria de África.

## Descripción
Es una planta herbácea suculenta, perenne que crece en pequeños grupos. Las hojas son suaves de color verde oscuro, erectas o arqueadas, lineales, como el césped y de hasta 350 mm de largo. Forma varias inflorescencias densas con  muchas flores, con espigas  formadas en un grupo de plantas durante la primavera.  La inflorescencia se alarga con las flores abiertas y pueden llegar a ser de hasta 0,8 m de altura.  Las flores son de color amarillo brillante en forma de estrella con estambres en forma de barba,  la inflorescencia tiene una decena de flores abiertas a la vez. Los tallos de las flores y frutas  son rectos. Los frutos maduros son de color negro, ± 4 mm de diámetro.

## Distribución y hábitat
Bulbine abyssinica se produce desde el Cabo Oriental, a través de KwaZulu-Natal, Suazilandia, Lesoto, Estado Libre, North-West, Gauteng, Mpumalanga, Limpopo y más al norte de Etiopía.  Se encuentra en zonas rocosas, someros pastizales y en el suelo que cubre la roca, pero también se puede encontrar en bosques y zonas a lo largo de escorrentías. A menudo formas pequeñas colonias. 

## Nombre común
- Inglés: bushy bulbine
- Afr.: geelkatstert, wildekopieva
- Zulú: ibhucu
- Xhosa: intelezi
- Sotho: moetsa-mollo[1]

## Sinonimia
- Bulbine xanthobotrys Engl. & Gilg in O.Warburg (ed.), Kunene-Sambesi Exped.: 186 (1903).
- Bulbine asphodeloides var. filifolioides De Wild. in T.Durand & H.Durand, Syll. Fl. Congol.: 567 (1909).
- Bulbine asphodeloides var. xanthobotrys (Engl. & Gilg) Weim., Bot. Not. 1937: 420 (1937).
- Bulbine huilensis Poelln., Bol. Soc. Brot., II, 17: 155 (1943).
- Bulbine latitepala Poelln., Bol. Soc. Brot., II, 17: 156 (1943).
- Bulbine asphodeloides var. monticola Poelln., Feddes Repert. Spec. Nov. Regni Veg. 53: 50 (1944).
- Bulbine decurvata Peter ex Poelln., Repert. Spec. Nov. Regni Veg. 53: 49 (1944).
- Bulbine hamata Peter ex Poelln., Repert. Spec. Nov. Regni Veg. 53: 49 (1944).[2]